# Zweder de Culemborg
Zweder de Culemborg ou Zweder de Kuilenburg (mort à Bâle le 21 septembre 1433) était évêque d'Utrecht pendant le schisme d'Utrecht (nl). Il était probablement un fils de Gérard Ier de Culemborg.

## Biographie
Après la mort de l'évêque Frédéric de Blankenheim en 1423, une bataille de succession éclata entre deux candidats au titre épiscopal, Zweder de Culemborg et Rodolphe de Diepholt. Pour régler ce conflit, le pape Martin V a nommé son propre favori, Rhabanus van Helmstatt, le 7 juin 1424, comme évêque d'Utrecht. Mais il se retira et le pape nomma Zweder le 6 février 1425. Rodolphe ne céda pas, de sorte que Zweder dut s'emparer de l'autorité par la force. Cependant, il fut chassé de la ville par ses adversaires en 1426. Rodolphe fut par la suite interdit par le pape, mais il réussit à tenir le coup, même si Zweder put initialement compter sur le soutien du duc Philippe le Bon, également comte de Hollande, et du duc de Gueldre. Rodolphe, cependant, réussit à parvenir à un accord avec les deux princes voisins, puis le pape Eugène IV (le successeur de Martin V) nomma Zweder comme évêque titulaire de Césarée-en-Palestine le 10 décembre 1432 et reconnut Rodolphe au siège d'Utrecht. Zweder s'en plaignit auprès du Concile de Bâle, qui statua en sa faveur, mais il mourut peu de temps après.